# Rio Buzat
O Rio Buzat é um rio da Romênia afluente do Rio Desnăţui, localizado no distrito de Dolj.